# 弗雷德里克·簡森
漢斯·弗雷德里克·簡森（瑞典語：Hans Fredrik Jensen，1997年9月9日—），芬蘭職業足球員，司職中場，現效力於希臘足球超級聯賽球隊阿瑞斯，代表芬蘭國家足球隊參加國際比賽，隨國家隊出戰2020年歐洲足球錦標賽。

## 俱樂部生涯
簡森1997年9月7日出生於芬蘭的波爾沃。少年時期先後效力於富圖拉、洪卡和HJK赫爾辛基的梯隊。2014年轉會到川迪U19梯隊，2016/17賽季正式升上一線隊。兩年效力為球隊出場60次打進9球並有7次助攻。但是那時特溫特因解決財務問題被迫大量賣人，在17/18賽季名列荷甲最後一位降級。
於是奥格斯堡花費300萬歐元將其買下。在奧格斯堡並沒有得到穩定的上場時間，出場時間非常有限。

## 國家隊生涯
在2017年3月28日芬蘭1-1戰平奧地利的友誼賽中，他第73分鐘替換揚內·薩克塞拉出場完成國家隊首秀，僅僅3分鐘後他就用一記遠射將場上比分扳平，完成國家隊首粒進球。

## 外部連結
- FC Augsburg official profile （页面存档备份，存于）
- Fredrik Jensen （页面存档备份，存于） – SPL competition record